# Rex Walters
Rex Andrew Walters (Omaha, 12 marzo 1970) è un ex cestista e allenatore di pallacanestro statunitense, professionista nella NBA e in Spagna.

## Carriera
È stato selezionato dai New Jersey Nets al primo giro del Draft NBA 1993 (16ª scelta assoluta).

## Palmarès

### Giocatore
- Campione ABA 2000 (2002)